# Kenesa
Kenesa (od aramejske riječi za „skupštinu”), (hebrejski: ביט קנשת, trans. beit knesset) sinagoga je Karaima (Karaita) naroda turkijske jezične skupine.
Kenese su postavljene slično sinagogama rabinskog judaizma. Često su postavljeni u smjeru sjever - jug. Počevši od sjevernog ulaza, kenesa obuhvaća:
- Azar (עזר, pomoć) – predvorje u kojem se vjernici izuvaju, jer u kenesi nije dozvoljeno nošenje obuće.
- Mošav zekenim (מושב זקנים, staračke klupe) - drvene klupe za starije i ožalošćene, obično ispod galerije, čiji je gornji dio - skriven od muških pogleda - rezerviran za žene.
- Šulhan (שולחן, stol) - glavni dio gdje muškarci i dječaci prisustvuju službi na koljenima. Tradicionalno su ove prostorije bile prekrivene tepisima, ali modernije kenese imaju i klupe.
- Heihal (היחל, palača/hram) - usporedivo sa zidom Tore i bimom rabinske sinagoge.

Na području bivšeg Sovjetskog Saveza bilo je 20 kenesa, od kojih devet na Krimu (dvije su izgrađene 1918.). Preostale kenese su često oronuli spomenici, druge poput kenese Sevastopolja su u rukama stranaca. U glavnom karaitskom molitvenom mjestu u Ukrajini, Jevpatoriji na Krimu, postoje dvije neovisne kenese koje su ponovno otvorena 1999. i 2005.  
U Litvi su kenese izgrađene u 14. stoljeću u: Trakaiu, Biržaiju, Kėdainiaiu, Panevėžysu i Vilniusu. Kenese u Trakaiju i Vilniusu djeluju od početka 20. stoljeća.
Postoji nekoliko karaitskih sinagoga u Izraelu, uključujući sinagogu Annan ben David iz 15. stoljeća u starom gradu Jeruzalema.
U Eglisauu, u Švicarskoj, postoji kenesa - nazvana „Eli Haroun molitveni i društveni centar” - karaitskih Židova u Europi.